# فولتا أستورياس 2021
فولتا أستورياس 2021 (بالإسبانية: Vuelta a Asturias 2021) هو سباق دراجات هوائية من فئة سباق المرحلة، وهو الموسم رقم 63 من فولتا أستورياس، وأقيم خلال الفترة 30 أبريل 2021، وحتى 2 مايو 2021، وامتدّ لمسافة 510.3 كيلومتر، وهو أحد سباقات طواف أوروبا للدراجات 2021، وشارك فيه 102 متسابقاً ووصل إلى نهايته 86 متسابقاً.
فاز فيه بالمركز الأول نيرو كوينتانا، وبالمركز الثاني أنطونيو بيدرو، وبالمركز الثالث بيير لاتور، والفائز في ترتيب النقاط نيرو كوينتانا، والفائز حسب ترتيب التسلق خوسيه مانويل غوتييريس ‏، والفريق الفائز في ترتيب الفرق موفيستار.

## الفرق
| فريق عالمي- Movistar Team فرق برو (10)- كاجا رورال-سيغوروس 2021 ‏ - برجس بي إتش 2021 ‏ - أوسكالتيل أوسكادي 2021 ‏ - Arkéa-Samsic - Total Direct Énergie - نوفو نورديسك 2021 ‏ - غازبروم روسفيلو 2021 ‏ - ديلكو 2021 ‏ - فريق إيولو كوميت لركوب الدراجات 2021 ‏ - كيرن فارما 2021 ‏ فرق قارية (4)- جيوس كيوي أتلانتيكو 2021 ‏ - إلكترو هايبر يوروبا 2021 ‏ - Louletano Desportos Clube (cycling) ‏ - ميديلين 2021 ‏ |  |
| |  |

## المراحل
| قائمة المراحل | قائمة المراحل | قائمة المراحل                      | قائمة المراحل      | قائمة المراحل | قائمة المراحل   | قائمة المراحل |
| المرحلة       | التاريخ       | الدورة                             |                    | المسافة (كم)  | الفائز بالمرحلة | القائد العام  |
| ------------- | ------------- | ---------------------------------- | ------------------ | ------------- | --------------- | ------------- |
| مرحلة 1       | 30 أبريل      | أبيط – La Pola ‏                    | مرحلة جبلية        | 184٫5         | نيرو كوينتانا   | نيرو كوينتانا |
| مرحلة 2       | 1 مايو        | Candás ‏ – كانغاس ديل نارثيا        | مرحلة جبلية        | 200٫5         | هيكتور كاريتيرو | نيرو كوينتانا |
| مرحلة 3       | 2 مايو        | كانغاس ديل نارثيا – Monte Naranco ‏ | مرحلة جبلية متوسطة | 125٫3         | بيير لاتور      | نيرو كوينتانا |

## النتيجة

### مرحلة 1
هي مرحلة جبلية، أقيمت في 30 أبريل 2021، وامتدّت لمسافة 184.5 كيلومتر. فاز بالمرحلة نيرو كوينتانا، وكان متصدر الترتيب العام في نهاية المرحلة نيرو كوينتانا.
| التصنيف العام         | التصنيف العام     | التصنيف العام | التصنيف العام          | التصنيف العام     |
| العداء                | العداء            | البلد         | الفريق                 | الوقت             |
| --------------------- | ----------------- | ------------- | ---------------------- | ----------------- |
| 1                     | نيرو كوينتانا     | كولومبيا      | اركيا سامسيك           | 5 س 03 دقيقة 35 ث |
| 2                     | أنطونيو بيدرو     | إسبانيا       | موفيستار               | + 30 ث            |
| 3                     | بيير لاتور        | فرنسا         | Total Direct Énergie   | + 33 ث            |
| 4                     | Gotzon Martín ‏    | إسبانيا       | Euskaltel-Euskadi      | + 59 ث            |
| 5                     | أليخاندرو أوسوريو | كولومبيا      | Caja Rural-Seguros RGA | + 59 ث            |
| 6                     | كريستيان سكاروني ‏ | إيطاليا       | Gazprom-RusVelo        | + 59 ث            |
| 7                     | Roger Adrià ‏      | إسبانيا       | Equipo Kern Pharma     | + 59 ث            |
| 8                     | نيلسون أوليفيرا   | البرتغال      | موفيستار               | + 59 ث            |
| 9                     | إينر روبيو        | كولومبيا      | موفيستار               | + 59 ث            |
| 10                    | Julen Amezqueta ‏  | إسبانيا       | Caja Rural-Seguros RGA | + 59 ث            |
| مصدر: ProCyclingStats |                   |               |                        |                   |

### مرحلة 2
هي مرحلة جبلية، أقيمت في 1 مايو 2021، وامتدّت لمسافة 200.5 كيلومتر. فاز بالمرحلة هيكتور كاريتيرو، وكان متصدر الترتيب العام في نهاية المرحلة نيرو كوينتانا.
| التصنيف العام         | التصنيف العام      | التصنيف العام | التصنيف العام          | التصنيف العام      |
| العداء                | العداء             | البلد         | الفريق                 | الوقت              |
| --------------------- | ------------------ | ------------- | ---------------------- | ------------------ |
| 1                     | نيرو كوينتانا      | كولومبيا      | اركيا سامسيك           | 10 س 34 دقيقة 26 ث |
| 2                     | أنطونيو بيدرو      | إسبانيا       | موفيستار               | + 36 ث             |
| 3                     | إينر روبيو         | كولومبيا      | موفيستار               | + 1 دقيقة 01 ث     |
| 4                     | Roger Adrià ‏       | إسبانيا       | Equipo Kern Pharma     | + 1 دقيقة 05 ث     |
| 5                     | فيكتور دي لا بارتي | إسبانيا       | Total Direct Énergie   | + 1 دقيقة 05 ث     |
| 6                     | النر زكرين         | روسيا         | Gazprom-RusVelo        | + 1 دقيقة 08 ث     |
| 7                     | بيير لاتور         | فرنسا         | Total Direct Énergie   | + 1 دقيقة 16 ث     |
| 8                     | هيكتور كاريتيرو    | إسبانيا       | موفيستار               | + 1 دقيقة 38 ث     |
| 9                     | Gotzon Martín ‏     | إسبانيا       | Euskaltel-Euskadi      | + 1 دقيقة 42 ث     |
| 10                    | أليخاندرو أوسوريو  | كولومبيا      | Caja Rural-Seguros RGA | + 1 دقيقة 42 ث     |
| مصدر: ProCyclingStats |                    |               |                        |                    |

### مرحلة 3
هي مرحلة جبلية متوسطة، أقيمت في 2 مايو 2021، وامتدّت لمسافة 125.3 كيلومتر. فاز بالمرحلة بيير لاتور، وكان متصدر الترتيب العام في نهاية المرحلة نيرو كوينتانا.
| التصنيف العام         | التصنيف العام | التصنيف العام | التصنيف العام | التصنيف العام |
| العداء                | العداء        | البلد         | الفريق        | الوقت         |
| --------------------- | ------------- | ------------- | ------------- | ------------- |
| مصدر: ProCyclingStats |               |               |               |               |

## التصنيف العام النهائي
| التصنيف العام         | التصنيف العام      | التصنيف العام | التصنيف العام          | التصنيف العام      |
| العداء                | العداء             | البلد         | الفريق                 | الوقت              |
| --------------------- | ------------------ | ------------- | ---------------------- | ------------------ |
| 1                     | نيرو كوينتانا      | كولومبيا      | اركيا سامسيك           | 13 س 34 دقيقة 27 ث |
| 2                     | أنطونيو بيدرو      | إسبانيا       | موفيستار               | + 36 ث             |
| 3                     | بيير لاتور         | فرنسا         | Total Direct Énergie   | + 54 ث             |
| 4                     | فيكتور دي لا بارتي | إسبانيا       | Total Direct Énergie   | + 1 دقيقة 01 ث     |
| 5                     | إينر روبيو         | كولومبيا      | موفيستار               | + 1 دقيقة 08 ث     |
| 6                     | أليخاندرو أوسوريو  | كولومبيا      | Caja Rural-Seguros RGA | + 1 دقيقة 26 ث     |
| 7                     | Roger Adrià ‏       | إسبانيا       | Equipo Kern Pharma     | + 1 دقيقة 52 ث     |
| 8                     | النر زكرين         | روسيا         | Gazprom-RusVelo        | + 2 دقيقة 00 ث     |
| 9                     | نيلسون أوليفيرا    | البرتغال      | موفيستار               | + 2 دقيقة 43 ث     |
| 10                    | Julen Amezqueta ‏   | إسبانيا       | Caja Rural-Seguros RGA | + 3 دقيقة 03 ث     |
| مصدر: ProCyclingStats |                    |               |                        |                    |

### تصنيف النقاط
| تصنيف النقاط          | تصنيف النقاط       | تصنيف النقاط | تصنيف النقاط           | تصنيف النقاط |
| العداء                | العداء             | البلد        | الفريق                 | النقاط       |
| --------------------- | ------------------ | ------------ | ---------------------- | ------------ |
| 1                     | نيرو كوينتانا      | كولومبيا     | اركيا سامسيك           | 57 نقطة      |
| 2                     | بيير لاتور         | فرنسا        | Total Direct Énergie   | 48 نقطة      |
| 3                     | أنطونيو بيدرو      | إسبانيا      | موفيستار               | 44 نقطة      |
| 4                     | أليخاندرو أوسوريو  | كولومبيا     | Caja Rural-Seguros RGA | 36 نقطة      |
| 5                     | إينر روبيو         | كولومبيا     | موفيستار               | 33 نقطة      |
| 6                     | Roger Adrià ‏       | إسبانيا      | Equipo Kern Pharma     | 30 نقطة      |
| 7                     | فيكتور دي لا بارتي | إسبانيا      | Total Direct Énergie   | 28 نقطة      |
| 8                     | هيكتور كاريتيرو    | إسبانيا      | موفيستار               | 25 نقطة      |
| 9                     | النر زكرين         | روسيا        | Gazprom-RusVelo        | 18 نقطة      |
| 10                    | نيلسون أوليفيرا    | البرتغال     | موفيستار               | 15 نقطة      |
| مصدر: ProCyclingStats |                    |              |                        |              |

### تصنيف الجبال
| تصنيف الجبال          | تصنيف الجبال           | تصنيف الجبال | تصنيف الجبال           | تصنيف الجبال |
| العداء                | العداء                 | البلد        | الفريق                 | النقاط       |
| --------------------- | ---------------------- | ------------ | ---------------------- | ------------ |
| 1                     | خوسيه مانويل غوتييريس ‏ | إسبانيا      | Gios Kiwi Atlántico    | 19 نقطة      |
| 2                     | فيكتور دي لا بارتي     | إسبانيا      | Total Direct Énergie   | 16 نقطة      |
| 3                     | بيير لاتور             | فرنسا        | Total Direct Énergie   | 15 نقطة      |
| 4                     | أنطونيو بيدرو          | إسبانيا      | موفيستار               | 15 نقطة      |
| 5                     | Daniel Viegas ‏         | البرتغال     | Eolo-Kometa            | 13 نقطة      |
| 6                     | نيرو كوينتانا          | كولومبيا     | اركيا سامسيك           | 11 نقطة      |
| 7                     | إينر روبيو             | كولومبيا     | موفيستار               | 11 نقطة      |
| 8                     | إنجيل مادرازو          | إسبانيا      | Burgos-BH              | 9 نقطة       |
| 9                     | لويس أنخيل ماتي        | إسبانيا      | Euskaltel-Euskadi      | 9 نقطة       |
| 10                    | أليخاندرو أوسوريو      | كولومبيا     | Caja Rural-Seguros RGA | 9 نقطة       |
| مصدر: ProCyclingStats |                        |              |                        |              |

## تصنيف الفرق

### الفرق حسب الوقت
| تصنيف الفرق حسب الوقت | تصنيف الفرق حسب الوقت  | تصنيف الفرق حسب الوقت | تصنيف الفرق حسب الوقت |
| الفريق                | الفريق                 | البلد                 | الوقت                 |
| --------------------- | ---------------------- | --------------------- | --------------------- |
| 1                     | موفيستار               | إسبانيا               | 40 س 47 دقيقة 27 ث    |
| 2                     | Caja Rural-Seguros RGA | إسبانيا               | + 6 دقيقة 11 ث        |
| 3                     | Euskaltel-Euskadi      | إسبانيا               | + 8 دقيقة 54 ث        |
| 4                     | Total Direct Énergie   | فرنسا                 | + 9 دقيقة 16 ث        |
| 5                     | Equipo Kern Pharma     | إسبانيا               | + 11 دقيقة 50 ث       |
| 6                     | Gazprom-RusVelo        | روسيا                 | + 11 دقيقة 56 ث       |
| 7                     | Burgos-BH              | إسبانيا               | + 16 دقيقة 38 ث       |
| 8                     | اركيا سامسيك           | فرنسا                 | + 19 دقيقة 57 ث       |
| 9                     | Delko                  | فرنسا                 | + 25 دقيقة 27 ث       |
| 10                    | Medellín-EPM           | كولومبيا              | + 29 دقيقة 12 ث       |
| مصدر: ProCyclingStats |                        |                       |                       |

## تصانيف فرعية

### تصنيف أفضل عداء
| تصنيف أفضل عداء       | تصنيف أفضل عداء        | تصنيف أفضل عداء | تصنيف أفضل عداء      | تصنيف أفضل عداء |
| العداء                | العداء                 | البلد           | الفريق               | النقاط          |
| --------------------- | ---------------------- | --------------- | -------------------- | --------------- |
| 1                     | Daniel Viegas ‏         | البرتغال        | Eolo-Kometa          | 12 نقطة         |
| 2                     | نيلسون أوليفيرا        | البرتغال        | موفيستار             | 6 نقطة          |
| 3                     | إنجيل مادرازو          | إسبانيا         | Burgos-BH            | 4 نقطة          |
| 4                     | خوسيه مانويل غوتييريس ‏ | إسبانيا         | Gios Kiwi Atlántico  | 4 نقطة          |
| 5                     | Mathieu Burgaudeau ‏    | فرنسا           | Total Direct Énergie | 2 نقطة          |
| 6                     | Alessandro Fedeli ‏     | إيطاليا         | Delko                | 2 نقطة          |
| 7                     | Fabien Doubey ‏         | فرنسا           | Total Direct Énergie | 1 نقطة          |
| 8                     | لويس أنخيل ماتي        | إسبانيا         | Euskaltel-Euskadi    | 1 نقطة          |
| 9                     | Óscar Pelegrí ‏         | إسبانيا         | Electro Hiper Europa | 1 نقطة          |
| 10                    | Kévin Ledanois ‏        | فرنسا           | اركيا سامسيك         | 1 نقطة          |
| مصدر: ProCyclingStats |                        |                 |                      |                 |

### تصنيف أفضل شاب
| تصنيف أفضل شاب        | تصنيف أفضل شاب    | تصنيف أفضل شاب | تصنيف أفضل شاب         | تصنيف أفضل شاب     |
| العداء                | العداء            | البلد          | الفريق                 | الوقت              |
| --------------------- | ----------------- | -------------- | ---------------------- | ------------------ |
| 1                     | إينر روبيو        | كولومبيا       | موفيستار               | 13 س 35 دقيقة 35 ث |
| 2                     | أليخاندرو أوسوريو | كولومبيا       | Caja Rural-Seguros RGA | + 18 ث             |
| 3                     | Roger Adrià ‏      | إسبانيا        | Equipo Kern Pharma     | + 44 ث             |
| 4                     | Jhojan García ‏    | كولومبيا       | Caja Rural-Seguros RGA | + 4 دقيقة 34 ث     |
| 5                     | José Félix Parra ‏ | إسبانيا        | Equipo Kern Pharma     | + 4 دقيقة 49 ث     |
| 6                     | Daniel Méndez ‏    | كولومبيا       | Equipo Kern Pharma     | + 7 دقيقة 09 ث     |
| 7                     | كريستيان سكاروني ‏ | إيطاليا        | Gazprom-RusVelo        | + 7 دقيقة 30 ث     |
| 8                     | Unai Cuadrado ‏    | إسبانيا        | Euskaltel-Euskadi      | + 10 دقيقة 18 ث    |
| 9                     | Jon Agirre ‏       | إسبانيا        | Equipo Kern Pharma     | + 11 دقيقة 40 ث    |
| 10                    | كارلوس غارسيا ‏    | إسبانيا        | Equipo Kern Pharma     | + 14 دقيقة 32 ث    |
| مصدر: ProCyclingStats |                   |                |                        |                    |

## وصلات خارجية
- الموقع الرسمي
- لمحة عن سباق فولتا أستورياس 2021 على موقع  ProCyclingStats   (برو  سايكلنج  ستاتس) - إحصاءات  محترفي  الدراجات.
- فولتا أستورياس 2021 على موقع إحصائيات الدراجات الإحترافية (الإنجليزية)